# Brotherella henonii
Brotherella henonii là một loài Rêu trong họ Sematophyllaceae. Loài này được (Duby) M. Fleisch. mô tả khoa học đầu tiên năm 1914.